# Neanthes sakhalinensis
Neanthes sakhalinensis är en ringmaskart som först beskrevs av Toru Okuda 1935.  Neanthes sakhalinensis ingår i släktet Neanthes och familjen Nereididae. Inga underarter finns listade i Catalogue of Life.